# تیگران پطروسیانتس (تاریخ‌نگار)
تیگران مناتساکانی پطروسیانتس (تیگران هایازن) (ارمنی: Տիգրան Մնացականի Պետրոսյանց (Տիգրան Հայազն)؛  زادهٔ ۲۶ مارس ۱۹۵۱) سیاستمدار، تاریخ‌نگار متخصص در زمینه تاریخ نظامی اهل ارمنستان بود.

## زندگی‌نامه
وی در ۲۶ مارس ۱۹۵۱ در واردنیس به دنیا آمد و از دانشگاه دولتی علوم پرورشی خاچاطور آبوویان ارمنستان (۱۹۸۲) فارغ‌التحصیل گشت. همچنین برندهٔ جوایزی همچون مدال خدمت رزمی (۱۹۹۶) و مدال گارگین نژده (۲۰۱۱) شده است.